# Celloconcert nr. 1 (Beamish)
Sally Beamish voltooide haar Celloconcert nr. 1 “River” in 1997. 
De opdracht voor het werk kwam van cellist Robert Cohen en het orkest Academy of St. Martin in the Fields. Beamish vond haar inspiratie voor dit concerto in River, een verzameling gedichten van Ted Hughes. De indeling van het concert vertoont meer overeenkomsten met de indeling van een symfonie (4 delen), dan van een concert (3 delen). Er is een opening, een scherzo, de verdieping in deel 3 en een slotdeel. De titels van de vier delen verwijzen naar passages in het boek:
1. March watercolour
2. The kingfisher
3. Low water
4. All night a Music/Like a needle sewing

De muziek klinkt helder en kleurvol volgens de componist, een gevolg van de orkestratie. Het is zelden dat het gehele orkest te horen is.  
Orkestratie:
- 2 dwarsfluiten, 2 hobo’s, 2 klarinetten, 2 fagotten
- 2 hoorn, 2 trompetten, geen trombones en tuba
- pauken, percussie
- violen, altviolen, celli, contrabassen

Robert Cohen gaf de première van dit werk, samen met genoemd orkest onder leiding van Sir Neville Marriner in 1997. Low water is tevens een aquarel gemaakt door de componist. Haar Celloconcert nr. 2 is eveneens voor Robert Cohen geschreven.